# Henri-Joseph-Martin Richter
Henri-Joseph-Martin Richter, francoski general, * 1877, † 1947.